# Impatiens celebica
Impatiens celebica är en balsaminväxtart som beskrevs av Friedrich Anton Wilhelm Miquel. Impatiens celebica ingår i släktet balsaminer, och familjen balsaminväxter. Inga underarter finns listade i Catalogue of Life.